# Eduardo Sanz y Escartín
Severiano Eduardo Sanz y Escartín (Pamplona, gener de 1855 - Sant Sebastià, 28 de maig de 1939) fou un sociòleg i polític espanyol, va ser ministre de Treball durant el regnat d'Alfons XIII.

## Biografia
De molt jove va viatjar per Amèrica del Sud, i quan tornà el 1876 es va licenciar en Filosofia i Lletres per la Universitat de Saragossa i en Dret per la Universitat de Madrid. En 1884 ingressa en la Reial Acadèmia de Ciències Morals i Polítiques i com a membre del Partit Conservador nomenat governador civil de Granada i posteriorment de Barcelona.
Comte consort de Lizárraga, va ser senador en representació de la Reial Acadèmia de Ciències Morals i Polítiques entre 1903 i 1923, en 1927 va passar a l'Assemblea Nacional Consultiva com a representant per dret propi.
President de l'Institut de Reformes Socials, també fou governador del Banc d'Espanya entre 1919 i 1921 i ministre de Treball entre el 13 de març i el 14 d'agost de 1921 en un gabinet que va presidir Manuel Allendesalazar.
Ha estat autor de diversos llibres, treballs, discursos i conferències. Va col·laborar a publicacions com Ateneo, Revista de España i Revista Contemporánea. També fou president de l'Institut Internacional de Sociologia.

## Obres
- Ensayo crítico sobre el imperio de Carlomagno (1879)
- La cuestión económica (1890)
- El Estado y la reforma social (1893)
- F. Nietzche y el anarquismo intelectual (1898)
- Indicaciones acerca de la doctrina evolucionista… (1898)
- La transformación del Japón (1902)
- Naturaleza y Sociedad (1903)